# Manuel Florentino González Flores
Manuel Florentino González Flores (Sabinas Hidalgo, Nuevo León; 24 de mayo de 1957) es un abogado y político mexicano. Fue el gobernador interino de Nuevo León del 1 de enero al 2 de julio de 2018, durante la licencia de Jaime Rodríguez «El Bronco» para competir en las elecciones presidenciales de ese año.

## Primeros años
Nació en el municipio de Sabinas Hidalgo, Nuevo León, el 24 de mayo de 1957. Inició sus estudios universitarios en la facultad de derecho de la Universidad de Monterrey (UDEM) y concluyó la carrera estudiando en la Universidad Autónoma de Nuevo León (UANL), graduándose como licenciado en derecho.

## Carrera política
Fue militante del Partido Revolucionario Institucional (PRI) y presidente de su comité municipal en Monterrey de 1978 a 1982. También fue diputado local en la LXV legislatura del Congreso del Estado de Nuevo León, ocupando el puesto de presidente de la Gran Comisión. Igualmente ha sido Director del Programa Especial de Apoyo Legislativo del Congreso de la Unión, secretario de Organización y Tesorero del Movimiento Territorial Nacional y miembro del Consejo Político Nacional del PRI. En 2003 renuncia a su militancia en el PRI para buscar una candidatura como diputado independiente en marzo de ese año.
En diciembre de 2014 trabaja como coordinador de la campaña a la gubernatura de Nuevo León por la vía independiente de Jaime Rodríguez Calderón, apodado como «El Bronco», en las elecciones estatales de 2015. A su triunfo, González Flores se vuelve el encargado de la transición de gobierno.

## Secretario general del gobierno de Nuevo León
Durante la gubernatura de «El Bronco», González Flores adquiere el cargo de secretario General de Gobierno desde el 4 de octubre de 2015 hasta el 31 de diciembre de 2017, retomó nuevamente el cargo el 2 de julio de 2018 hasta el 28 de enero del 2021 donde presentó su renuncia.

## Gobernador interino de Nuevo León
El 22 de diciembre de 2017 el Congreso del Estado de Nuevo León aprobó la petición de licencia por seis meses del gobernador Jaime Rodríguez Calderón para poder aspirar a una candidatura independiente a la presidencia de México para las elecciones de 2018. La licencia entró en efecto el 1 de enero de 2018, día en que Manuel González Flores rindió protesta como gobernador interino de Nuevo León ante la comisión permanente del congreso estatal.
El 2 de julio de 2018, un día después de las elecciones presidenciales, Jaime Rodríguez Calderón presentó ante el Congreso del Estado de Nuevo León una notificación con la cual daba por terminada su licencia del cargo de gobernador, dando por concluido el periodo de Manuel González como gobernador interino. González Flores regresó a ocupar el cargo de secretario general del gobierno del estado.